# Prestina Ochonogor
Prestina Oluchi Ochonogor (3 luglio 2006) è una lunghista nigeriana.

## Biografia
Nel 2023 conquista la medaglia d'argento nel salto in lungo ai campionati africani under 18 di Ndola, eguagliando il primato personale di 6,00 m fatto l'anno precedente. 
Nel 2024 è medaglia di bronzo ai Giochi panafricani di Accra, dove si migliora portando la misura a 6,67 m con un forte vento a favore di +3,2 m/s. Pochi mesi dopo, durante un meeting a Calabar, salta 6,79 m, nuovo record africano under 20. Sempre nel 2024 si classifica quarta nel salto in lungo ai campionati africani di Douala.

## Record nazionali

### Under 20
- Salto in lungo: 6,79 m  ( Calabar, 30 aprile 2024)

## Progressione

### 100 metri piani
| Stagione | Tempo | Luogo      | Data      | Rank. Mond. |
| -------- | ----- | ---------- | --------- | ----------- |
| 2024     | 11"64 | Lagos      | 1-6-2024  | 696ª        |
| 2023     | 12"19 | Kaduna     | 30-3-2023 | 3088ª       |
| 2022     | 12"40 | Benin City | 13-3-2022 | –           |

### Salto in lungo
| Stagione | Misura | Luogo   | Data      | Rank. Mond. |
| -------- | ------ | ------- | --------- | ----------- |
| 2024     | 6,79 m | Calabar | 30-4-2024 | 24ª         |
| 2023     | 6,00 m | Ndola   | 1-5-2023  | 780ª        |
| 2022     | 6,00 m | Asaba   | 9-12-2022 | 770ª        |

## Palmarès
| Anno | Manifestazione               | Sede   | Evento         | Risultato | Prestazione | Note |
| ---- | ---------------------------- | ------ | -------------- | --------- | ----------- | ---- |
| 2023 | Campionati africani under 18 | Ndola  | Salto in lungo | Argento   | 6,00 m      |      |
| 2024 | Giochi panafricani           | Accra  | Salto in lungo | Bronzo    | 6,67 m      | w    |
| 2024 | Campionati africani          | Douala | Salto in lungo | 4ª        | 6,28 m      |      |
| 2024 | Giochi olimpici              | Parigi | Salto in lungo | 12ª       | 6,24 m      |      |
| 2024 | Mondiali U20                 | Lima   | Salto in lungo | 5ª        | 6,21 m      |      |
| 2024 | Mondiali U20                 | Lima   | 4x100 m        | Batteria  | dq          |      |

## Campionati nazionali
- 1 volta campionessa nigeriana assoluta del salto in lungo (2024)

2023
- Eliminata in batteria ai campionati nigeriani assoluti, 100 m piani - 12"50 (vento: -0,9 m/s)
- Bronzo ai campionati nigeriani assoluti, salto in lungo - 5,90 m (vento: +0,1 m/s)

2024
- Eliminata in semifinale ai campionati nigeriani assoluti, 100 m piani - 11"99 (vento: 0,0 m/s)
- Eliminata in batteria ai campionati nigeriani assoluti, 200 m piani - 24"84 (vento: -0,7 m/s)
- Oro ai campionati nigeriani assoluti, salto in lungo - 6,75 m (vento: +1,3 m/s)